# Гуморина
Гуморина (рос. Юморина) — щорічний фестиваль гумору та сатири, який проводиться 1 квітня в Одесі в день сміху, починаючи з 1973 року.

## Засновники
Ідея проведення Гуморини виникла після закриття телепрограми КВК (Клуб Веселих і Кмітливих) восени 1972 року.
Засновниками Гуморини в 1972 році є авторський колектив одеської команди КВК «Ділові люди» Голубенко Георгій, Кнеллер Ігор, Макаров Юрій, Сташкевич Олег, Сущенко Леонід,  Хаїт Валерій, Цикун Аркадій.
Автор назви фестивалю Олег Сташкевич. Автор емблеми Гуморини «Морячок» художник Аркадій Цикун.

## Перші Гуморини
Перші Гуморини проходили зі святом на стадіоні і карнавальною ходою, парадом старих автомобілів і показом кінокомедій, самодіяльними концертами та концертами зірок естради, конкурсами карикатур і гумористичних фотографій. Тоді Гуморина була «святом вулиці», відрізнялася стихійністю, що не могло не викликати реакції влади, і в 1976 році влада України і Одеси фестиваль заборонили.

## Відродження Гуморини
Відродження Гуморини офіційно відбулося тільки в 1987 році.
Від 2009 року вихідний день в Одесі. Гуморина проводиться у формі карнавальної ходи на Соборній площі Одеси. У місті також відбувається багато концертів та інших розважальних заходів. Святкування закінчується вечірнім салютом.

## Послідовники
«Вінницька гуморина» ім. А. П. Гарматюка

Закарпатська гуморина